# Нон Суон
Нон Суон (англ. Non Suon; ? — 1976, Пномпень) — камбоджийский революционер, государственный и политический деятель Камбоджи (Демократической Кампучии), министр сельского хозяйства Камбоджи (1976). Во время гражданской войны в Камбодже 1970—1975 гг. занимал должность начальника Региона № 25. Член ЦК Компартии Кампучии. В ходе внутрипартийных чисток в 1976 году был обвинен в государственной измене и казнен в тюрьме S-21.

## Биография
Родился в провинции Кампот в крестьянской семье. В 1946 году примкнул к антиколониальному движению, боровшемуся за независимость Камбоджи от Франции. После ухода французов вступил в Народно-революционную партию Камбоджи, его ближайшим соратником стал Кео Меас. В 1956 году НРПК стала образовывать городские комитеты, предположительно Суон был членом одного из них.
После переворота в 1970 году был амнистирован, после чего бежал в сельскую местность, где присоединился к повстанцам. В январе 1971 года Нон Суон был назначен партийным секретарем Региона № 25. Однако уже на третьем съезде Компартии в сентябре того же года так и не был избран в ЦК.
В мае 1975 года Нон Суон был назначен главой Национального банка Камбоджи, ему было поручено введение новой валюты, но вскоре Красные кхмеры отказались от этой идеи. В апреле 1976 года Пол Пот утвердил состав нового кабинета министров, Нон Суон возглавил комитет сельского хозяйства. В начале ноября 1976 года Нон Суон по возвращении из КНР был арестован прямо у трапа самолета. Его поместили в печально известную тюрьму S-21 в Пномпене. После продолжительных пыток Суон «признался» в предательстве и через некоторое время был казнён.